# Scoglio Banich
Lo scoglio Banich (Karinski Školj) è un piccolo isolotto situato nel mare di Carino o di Karin (Karinsko more) nella regione zaratina, in Croazia.

## Geografia
Lo scoglio Banich, che ha la forma di un chicco di riso, si trova vicino alla costa occidentale dell'insenatura, a sud del canale di Carino (Karinsko Ždrilo), canale che immette nel mare di Novegradi (Novigradsko more). È situato a 180 m dalla costa e a sud di punta Barbakan.. Dalla parte opposta dell'insenatura, a sud-est, si trova il villaggio di Carino.

### Cartografia
- (HR) Mappa topografica della Croazia 1:25000, su preglednik.arkod.hr. URL consultato il 1º giugno 2017.
- Carta di cabottaggio del mare Adriatico, foglio VII, Milano, Istituto geografico militare, 1822-1824. URL consultato il 17 febbraio 2017 (archiviato dall'url originale il 13 aprile 2013).